# Ataques aéreos en el norte de la ciudad de Gaza de junio de 2024
Los ataques aéreos en el norte de la ciudad de Gaza tuvieron lugar el 22 de junio de 2024, cuando las Fuerzas de Defensa de Israel (FDI) llevaron a cabo dos ataques aéreos aproximadamente al mismo tiempo en los distritos del norte de la ciudad de Gaza, que impactaron el campamento de refugiados de Al-Shati y el distrito gazatí de Tuffah, matando al menos a 43 personas e hiriendo a decenas más.

## Antecedentes
El campamento fue atacado por primera vez el 9 de octubre de 2023, dentro de las 48 horas posteriores al inicio de la guerra entre Israel y Gaza, en el ataque las FDI destruyeron cuatro mezquitas y mataron al menos a 15 palestinos. El 10 de noviembre, las Fuerzas de Defensa de Israel invadieron el campamento durante la invasión israelí de la Franja de Gaza y, según afirmaron, mataron a unos «150 agentes de Hamás» durante los combates en la región antes de tomar el control del campamento.
En el momento de los ataques aéreos, a los palestinos desplazados del norte de la Franja de Gaza se les dijo que buscaran refugio en el campamento de refugiados de al-Shati, que había sido designado por Israel como una «zona humanitaria segura».

## Bombardeos
El 10 de agosto de 2024 las FDI llevaron a cabo dos ataques aéreos que tuvieron como objetivo zonas separadas en sendos distritos del norte de la ciudad de Gaza: el primero destruyó un bloque residencial en el campamento de refugiados de Al-Shati, y el segundo impactó varias casas en el distrito de Al-Tuffah. ILos medios israelíes informaron de que las FDI estaban apuntando potencialmente a un alto funcionario de Hamás. Un portavoz de la defensa civil de la ciudad de Gaza dijo que los ataques parecían «un terremoto» que afectó a toda la zona y enterró a varias familias bajo los escombros. Muchos de los heridos fueron trasladados al Hospital Bautista y al Hospital Al-Ahli, que tuvieron dificultades para tratar a las víctimas debido a una grave escasez de combustible y de suministros médicos.
Al menos veinticuatro palestinos murieron en el ataque contra el campamento de Al-Shati, mientras que al menos otros dieciocho perdieron la vida en Al-Tuffah. Tras los ataques aéreos, las FDI emitieron un comunicado en el que afirmaban que habían atacado «dos instalaciones de infraestructura militar de Hamás». Docenas de palestinos resultaron heridos en los ataques aéreos y los derrumbes estructurales resultantes, al menos treinta y cinco de los cuales estaban en al-Tuffah, mientras que al menos diecinueve personas que trabajaban en una fábrica de Al-Tuffah fueron reportadas como desaparecidas.
La Defensa Civil de Gaza afirmó que la gran mayoría de las víctimas eran civiles, y que varios de ellos eran niños. También afirmó que todavía había docenas de palestinos atrapados bajo los escombros y que las operaciones de rescate eran extremadamente difíciles.

## Reacciones
- Hamás: funcionarios de la organización palestina afirmaron que los ataques aéreos estaban dirigidos deliberadamente contra civiles y afirmaron que la «ocupación y sus líderes nazis» enfrentarían represalias como resultado.[8]

- : UNRWA emitió una declaración denunciando el «flagrante desprecio del derecho humanitario» por parte de las FDI, afirmando que sus ataques indiscriminados no dejaron ninguna región de Gaza segura.[9]